# Sally S. Simpson
Sally S. Simpson (* 1954) ist eine US-amerikanische Soziologin und Kriminologin. Sie ist Professorin an der University of Maryland, College Park, und amtierte 2020 als Präsidentin der American Society of Criminology (ASC). Sie forscht zur Wirtschaftskriminalität und zur Organisierten Kriminalität.
Simpson machte, immer mit dem Hauptfach Soziologie, das Bachelor-Examen 1976 an der Oregon State University und das Master-Examen 1976 an der Washington State University und wurde 1985 an der University of Massachusetts zur Ph.D. promoviert. Nach Stationen an mehreren Hochschulen als Assistant und Associate Professor für Soziologie und Kriminologie wurde Simpson 2002 Professorin für Kriminologie an der University of Maryland, seit 2019 ist sie dort Distinguished University Professor. Seit 2013 ist sie zudem Direktorin des Business Ethics, Regulation, and Crime Center (C-BERC) an der Universität. 2018 wurde sie mit dem Edwin H. Sutherland Award der American Society of Criminology ausgezeichnet.

## Schriften (Auswahl)
- Herausgegeben mit David Weisburd: The criminology of white-collar crime. Springer, New York 2009, ISBN 9780387095011.
- Herausgegeben mit Carole Gibbs: Corporate crime. Ashgate, Aldershot/Burlington 2007; ISBN 9780754624738.
- Nit Michael L. Benson: White-collar crime. An opportunity perspective. Routledge, New York 2009, ISBN 9780415956635.
- Corporate crime, law, and social control. Cambridge University Press, Cambridge/New York 2002, ISBN 0521580838.